# Ваза
Ваза (фр. vase, лат. vas – „посуда”), украсна је посуда која има горњу страницу непокривену. У вазу се ставља резано цвеће које служи као допуна за ентеријер. Израђује се од многобројних материјала у различитим формама, из порцелана, метала, керамике, стакла и често се декорише узорцима најразличитијих мотива.

## Изглед
Ваза се састоји из неколико делова, доњи део ствара равно дно које омогућава да ваза стоји на равној подлози, други део ствара или ваљак или слични део у виду деформисане кугле који је намењен да се ту сипа течност, у правцу грла вазе пречник се смањује односно сужава док неке форме немају грло. Крајеви којим се ваза завршава могу бити таласасти али и различито профилисани заталасани и сл.

## Минг вазе
Минг вазе се сматрају веома ретким и вредним. Датирају још из доба кинеске краљевске династије из 1386–1644. Минг керамика је углавном плава и бела. Минг вазе могу бити облика урне или чак птице. Неглазирани прстен у црвено браон прстену на дну или у основи вазе је знак препознавања оригиналних Минг ваза.

## Грчка керамика
Древна грчка керамика је обележена веома напредним сликама. До осмог века пре нове ере фигуре човека су биле насликане на загробним вазама. Атичке вазе су у црним и црвеним тоновима и на њима су нацртани ликови из грчке митологије као што је Херкулес. Грчка керамика често прича приче кроз цртеже насликане на вазама. На већини Грчких ваза постоје и дршке на средини.